# ＃AAABEST
「#AAABEST」（#AAA極精選）是AAA的第2枚精選專輯。於2011年9月14日發行。唱片公司為avex trax。

## 概要
- 繼2008年發售的「ATTACK ALL AROUND」以來的精選專輯。與上一張專輯「Buzz Communication」相距約7個月。
- 收錄第18張單曲「BEYOND～超越極限」至第29張單曲「CALL / I4U」共12首主打單曲，以及「哈利路亞」、「颶風·莉莉，波士頓·瑪麗」和「Get 啾!」這3首單曲的『2011 ver.』，一共15首歌曲。
- 此專輯的發行日是AAA第1張單曲「BLOOD on FIRE」的發行日。
- 本作的標題「#AAABEST」由成員日高光啓提出。
- 本作分「初回限定盤（Jacket A CD+2DVDs）」、「Jacket B CD+DVD」、「Jacket C CD盤」和「mu-mo shop限定盤」4種版本，而「mu-mo shop限定盤」亦有7個封面。
- 「初回限定盤（Jacket A CD+2DVDs）」收錄了「MUSIC連結世界，連結未來!!! ～幼稚園/保育園編～」，是AAA在「“Buzz Communication” Tour 2011」舉行期間，成員參觀各地幼兒園的片段，以及收錄了「No cry No more」、「CALL」等12首歌曲的PV，而「Jacket B CD+DVD」收錄了12首歌曲的PV。
- 在9月26日於公信榜專輯週排行榜取得第1位，成為AAA出道以來第1張公信榜每周銷量排名第一的專輯

## 收錄內容

### CD（初回限定盤・CD+DVD・CD盤）
1. BEYOND～超越極限（BEYOND～カラダノカナタ）
（作詞：keyossie and one 作曲：宝満玲央、高梨竜也）
18th單曲
2. MUSIC!!!
（作詞：Shigeko Ogula 作曲：Koichi Tsutaya　 Rap詞：日高光啓 / Koichi Tsutaya）
19th單曲・「MUSIC!!! / ZERØ」的主打曲目
3. 啟程之歌 (旅ダチノウタ)
（作詞：leonn 作曲：小森田實 Rap詞：日高光啓）
20th單曲
4. Break Down
（作詞：leonn 作曲：藤末樹 Rap詞：日高光啓 編曲：ArmiSlick）
21st單曲・「Break Down / Break your name / Summer Revolution」的主打曲目
5. Hide-away
（作詞：松井五郎 作曲：五十嵐充 Rap詞：日高光啓 編曲：tasuku）
22nd單曲
6. Heart and Soul
（作詞：leonn 作曲：齋藤真也 Rap詞：日高光啓）
23rd單曲
7. 想見你的理由 (逢いたい理由)
（作詞：Kyasu Morizuki 作曲：小室哲哉 Rap詞：日高光啓 編曲：斎藤真也）
24th單曲・「想見你的理由 / Dream After Dream ～夢醒之夢～」的主打曲目
8. 不屈的心 (負けない心)
（作詞：kenn kato 作曲：小室哲哉 Rap詞：日高光啓 編曲：ats-）
25th單曲
9. PARADISE
（作詞：kenko-p 作曲：小室哲哉 Rap詞：日高光啓 編曲：齋藤真也）
26th單曲・「PARADISE / Endless Fighters」的主打曲目
10. 重要的事 （ダイジナコト）
（作詞・作曲：小室哲哉 Rap詞：日高光啓 編曲：Sin）
27th單曲
11. No cry No more
（作詞・作曲：小室哲哉 Rap詞：日高光啓 編曲：小室哲哉 & Cozy Kubo）
28th單曲・伊藤洋華堂「Body Cooler」、「White Biz」和「Cooler Magic / Dry Magic」電視廣告歌曲
12. CALL
（作詞：Kenn Kato・Mitsuhiro Hidaka（Rap词） 作曲：宅見将典 編曲：ats-）
29th單曲・「CALL / I4U」的主打曲目・伊藤洋華堂「Body Heater - Heat Ring」、「Body Heater @ Home」電視廣告歌曲
13. 哈利路亞（2011 ver.）（ハレルヤ）
（作詞：菜穂 作曲・編曲：h-wonder）
5th單曲・Bonus Track
14. 颶風·莉莉，波士頓·瑪麗（2011 ver.）（ハリケーン・リリ，ボストン・マリ）
（作詞・作曲：真島昌利　編曲：家原正樹）
7th單曲・Bonus Track
15. Get 啾!（2011 ver.）（Get チュー!）
（作詞：松井五郎 作曲：石田匠 編曲：小西貴雄）
13th單曲・「Get 啾! / SHE的真相」的主打曲目・Bonus Track

### CD（mu-mo shop限定盤）

#### Disc 1
1. BEYOND～超越極限
2. MUSIC!!!
3. 啟程之歌
4. Break Down
5. Hide-away
6. Heart and Soul
7. 想見你的理由
8. 不屈的心
9. PARADISE
10. 重要的事
11. No cry No more
12. CALL
13. 哈利路亞（2011 ver.）
14. 颶風·莉莉，波士頓·瑪麗（2011 ver.）
15. Get 啾!（2011 ver.）

#### Disc 2
1. Think about AAA 5th Anniversary 〜season 8〜
2. Think about AAA 5th Anniversary 〜season 9〜
3. Think about AAA 5th Anniversary 〜season 10〜
4. Think about AAA 5th Anniversary 〜season 11〜
5. Think about AAA 5th Anniversary 〜season 12〜

### DVD（初回限定盤、CD+DVD）

#### Disc 1
1. BEYOND～超越極限 （Music Clip）
2. MUSIC!!! （Music Clip）
3. 啟程之歌 （Music Clip）
4. Break Down （Music Clip）
5. Hide-away （Music Clip）
6. Heart and Soul （Music Clip）
7. 想見你的理由 （Music Clip）
8. 不屈的心 （Music Clip）
9. PARADISE （Music Clip）
10. 重要的事 （Music Clip）
11. No cry No more （Music Clip）
12. CALL （Music Clip）

#### Disc 2（初回限定盤）
1. 「MUSIC連結世界，連結未來!!!」 ～幼稚園/保育園編～
AAA“Buzz Communication” Tour 2011，成員參觀各地幼兒園的片段